# Ekeby (gmina Bjuv)
Ekeby – miejscowość (tätort) w Szwecji, w regionie administracyjnym (län) Skania, w gminie Bjuv.
Według danych Szwedzkiego Urzędu Statystycznego liczba ludności wyniosła: 3292 (31 grudnia 2015), 3369 (31 grudnia 2018) i 3337 (31 grudnia 2019).